# Hieracium worochtae
Hieracium worochtae — вид рослин із родини айстрових (Asteraceae).

## Середовище проживання
Зростає у Європі (Україна (Карпати)).